# Akodon lutescens
El ratón campestre chico (Akodon lutescens) es una especie de roedor de pequeño tamaño del género Akodon de la familia Cricetidae. Habita en el centro-oeste de Sudamérica.

## Taxonomía
Esta especie fue descrita originalmente en el año 1901 por el zoólogo estadounidense Joel Asaph Allen.
Localidad tipo
La localidad tipo referida es: “Tirapata (4572 msnm), departamento de Puno, Perú”.
Caracterización y relaciones filogenéticas
Pertenece al subgénero "Akodon" y al grupo de especies: Akodon boliviensis.

## Distribución geográfica y hábitat
Este ratón se distribuye en el altiplano andino en altitudes entre 3600 y 4500 m s. n. m., desde Puno en el centro del Perú, a través del oeste de Bolivia hasta la provincia de Catamarca, en el noroeste de la Argentina.

## Conservación
Según la organización internacional dedicada a la conservación de los recursos naturales Unión Internacional para la Conservación de la Naturaleza (IUCN), al no poseer mayores peligros y vivir en algunas áreas protegidas, la clasificó como una especie bajo “preocupación menor” en su obra: Lista Roja de Especies Amenazadas.